# Dymasius turgidulus
Dymasius turgidulus là một loài bọ cánh cứng trong họ Cerambycidae.